# Travestismo
El travestismo, transvestismo, o trasvestismo, es la práctica de vestirse de una manera tradicionalmente asociada con un género diferente. A diferencia de lo que se suele pensar, el travestismo no está estrictamente ligado a la identidad de género u orientación sexual, ya que también puede practicarse por motivos ceremoniales o artísticos.
A la persona que practica el travestismo se le refiere, de manera general, como travesti (también travestí), travestido, transvesti, trasvesti,trasvestista, travestista, o transformista (también trasformista).

## Origen del término

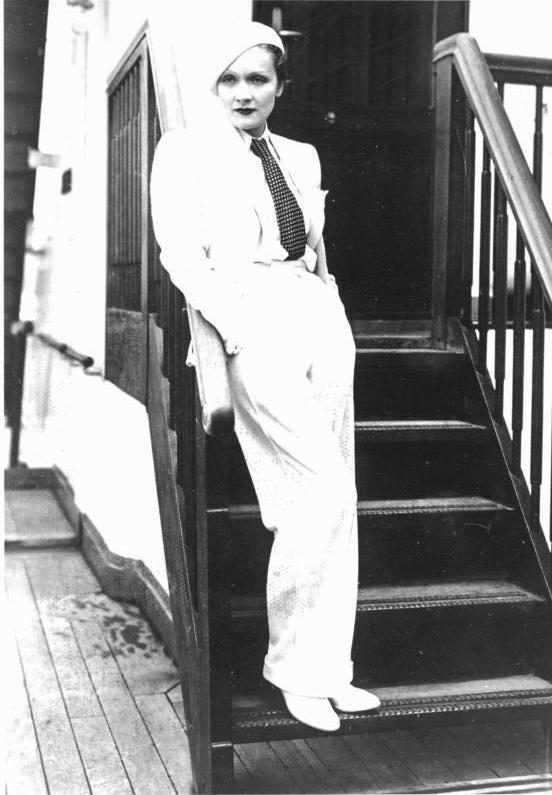
Marlene Dietrich en 1933

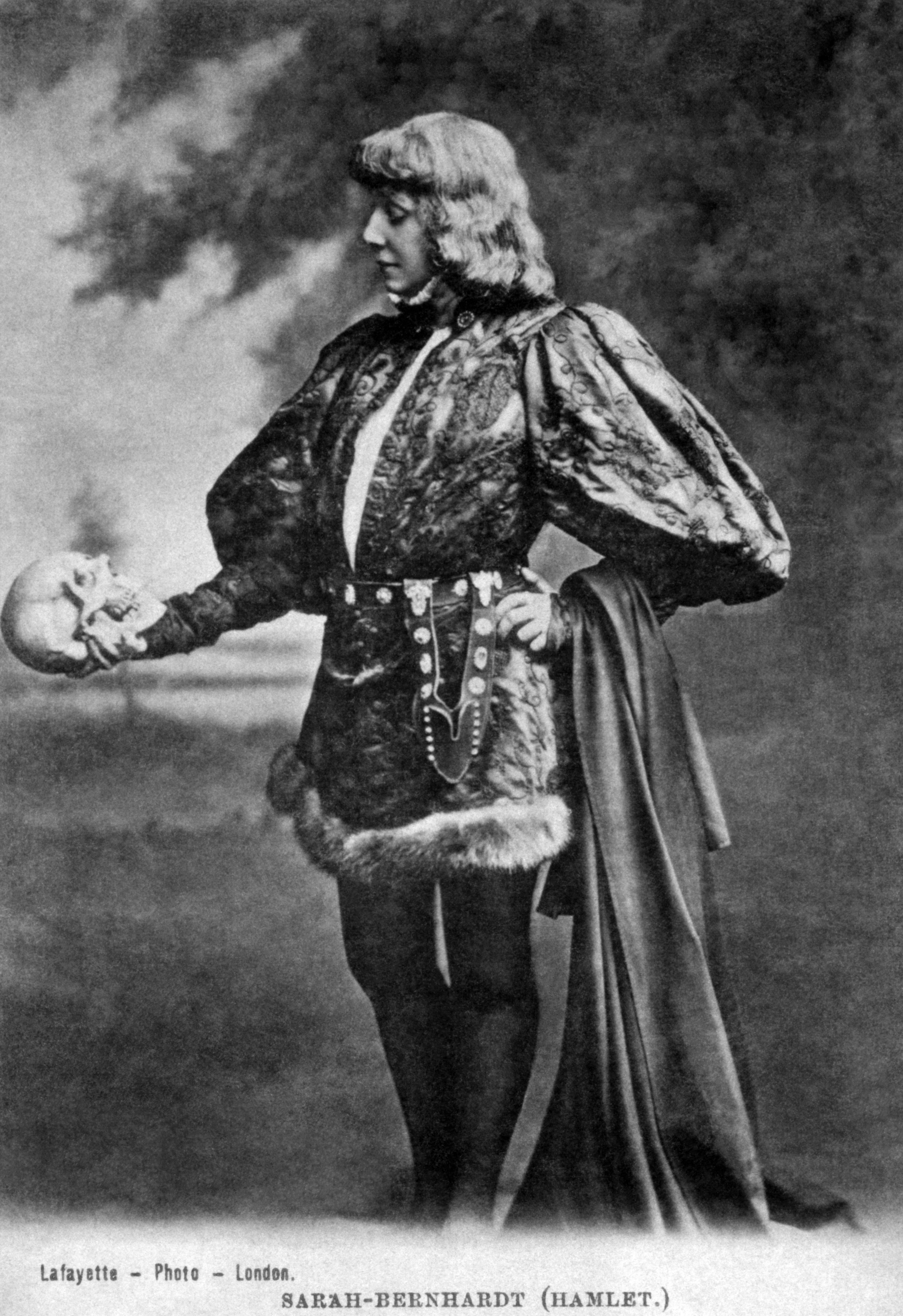
Sarah Bernhardt como Hamlet (c. 1880-1885)

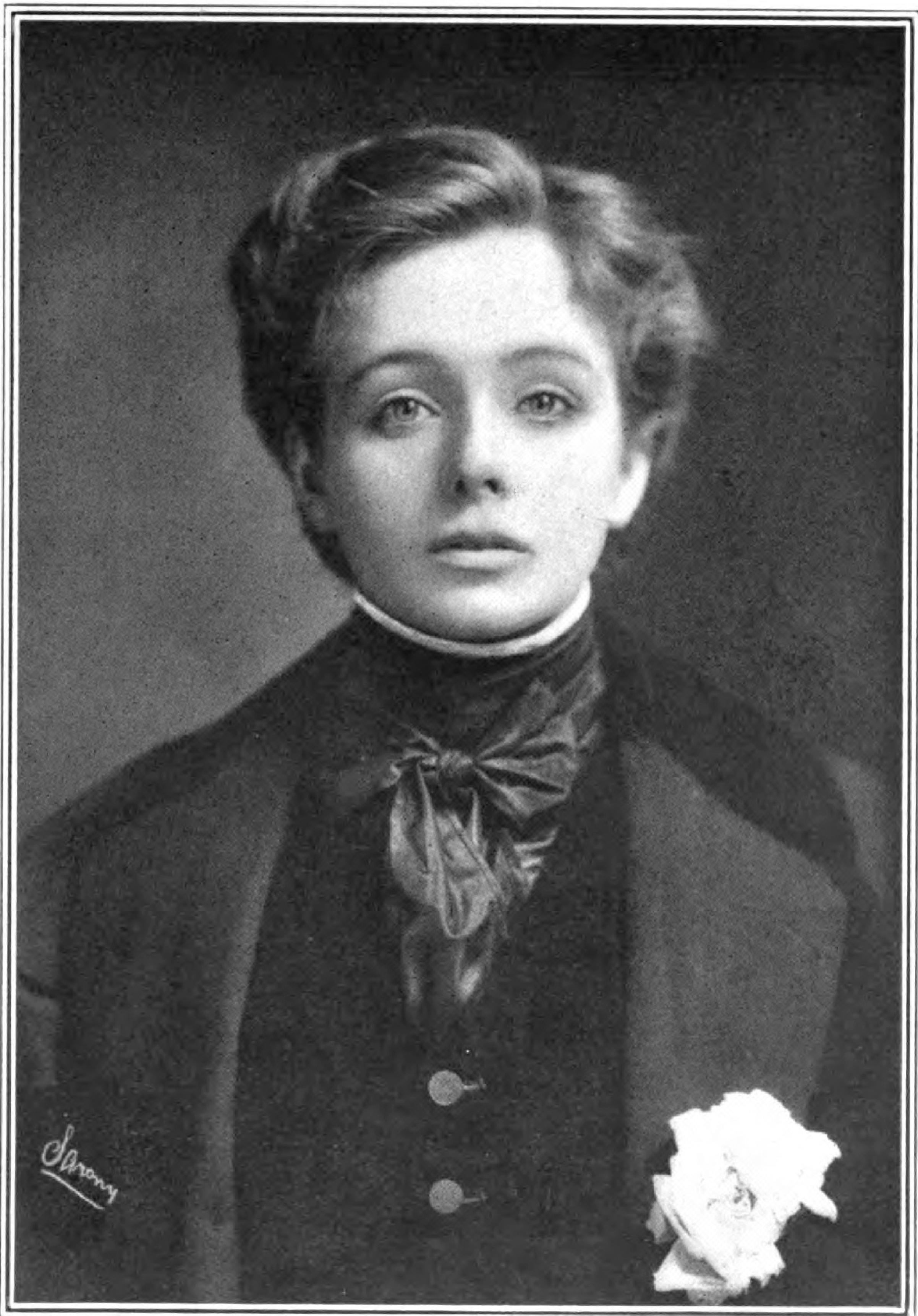
Maude Adams como Napoleón II, en la obra L'Aiglon.

La palabra travestismo, o travestimiento, es una alteración o adaptación hispana de la palabra «transvestite». La palabra «transvestite» fue creada por el médico, sexólogo y activista alemán Magnus Hirschfeld, quien la incluyó por primera vez en su obra de 1910, Die Transvestiten: eine Untersuchung über den erotischen Verkleidungstrieb (Los travestidos: una investigación del deseo erótico por disfrazarse). Etimológicamente, la palabra proviene del latín «trans», ‘cruzar’ o ‘sobrepasar’, y «vestite», «vestire» o «vestitus», ‘vestir’. El término sirvió para describir a personas que voluntariamente utilizaban vestimentas socialmente asignadas al sexo opuesto.
En idioma español existe un término semejante anterior, empleado para referirse a un hombre disfrazado. En La Guerra de Chile, un poema épico anónimo de principios del siglo XVII, se relata que una mujer mapuche fue a visitar a su marido, preso de los conquistadores españoles, y que se intercambiaron ropas: él quedó como otro Aquiles trasvestido y de este modo consiguió escapar mientras su mujer quedaba prisionera.
De acuerdo con la Ley 26.743 de Identidad de Género argentina: «Esto puede involucrar la modificación de la apariencia o la función corporal a través de medios farmacológicos, quirúrgicos o de otra índole, siempre que ello sea libremente escogido. También incluye otras expresiones de género, como la vestimenta, el modo de hablar y los modales».
El término ya existía en inglés (travesty) antes de su establecimiento para referirse a este tipo de comportamiento, pero se utilizaba para referirse al subgénero dramático del burlesque victoriano, el travesty (posible origen etimológico italiano o francés). El travesty es un tipo de burlesque que ridiculiza de manera trivial o cruda los temas socialmente dignificados. En las representaciones dramáticas del travesty era común la ridiculización de los preceptos de la etiqueta social y el comportamiento de la aristocracia, por lo que frecuentemente se recurría al cross-dressing y al drag para lograr una completa sátira del tema.
Antes del establecimiento del término se utilizaban otros similares para referirse al cisgénero discordante presente en las personas. Entre los más comunes se encontraban los términos utilizados como peyorativos que referían al afeminamiento o la masculinización y otros términos como: ginomanía, andromanía, fetichismo de afeminamiento/fetichismo de masculinización y hermafroditismo físico.

## Historia

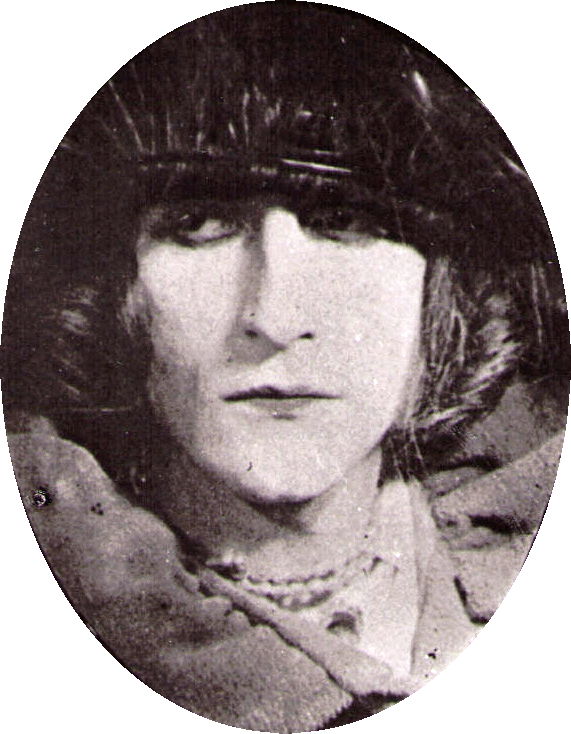
Marcel Duchamp como Rose Sélavy (1921).

El travestismo y otras identidades transgénero (cross-dressing y drag) han estado presentes en diferentes aspectos mitológicos en diferentes culturas antiguas. Un ejemplo de la cultura griega cuenta la anécdota en la que Tetis, madre de Aquiles, escondió a su hijo vistiéndolo de mujer para evitar que fuese llevado por Odiseo a la guerra de Troya.
El travestismo también se presenta en diversos relatos folklóricos como Hua Mulan, balada china que cuenta la historia de una joven que se enrola en el ejército haciéndose pasar por hombre.
Existen diferentes personajes históricos que han transgredido las normas sociales convencionales al recurrir al cross-dressing y al travestismo. Una historia (legendaria) cuenta el proceso en el que una mujer, la Papisa Juana, se convierte en el primer pontífice femenino cuando engaña a la iglesia al disfrazarse de hombre para ser electa para el Papado.
En tiempos de la Edad Media y la Edad Moderna existieron otros personajes que recurrieron al travestismo para evadir las normas sociales como Juana de Arco y Catalina de Erauso. Juana de Arco fue la primera líder militar femenina en Francia en la guerra de los Cien Años y fue ejecutada por un tribunal católico, que declaró que merecía la hoguera por herejía y por haber tomado un papel exclusivamente masculino.
En el caso de Catalina de Euraso, se disfrazó de hombre para escapar de un convento, luego se convirtió en exploradora en América.
Hasta el siglo XVIII los géneros dramáticos prohibieron la actuación femenina[cita requerida] por lo que incluían la participación de miembros del elenco masculino disfrazándose de personajes femeninos o viceversa. En la Comedia de la Restauración inglesa lo mismo que en el teatro kabuki japonés eran frecuentes en el elenco los actores travestidos. Algunos cross-dressers en el siglo XVIII fueron: las piratas Anne Bonny y Mary Read, la militar Ulrika Eleonora Stålhammar y la marina Hannah Snell, Carlos Eduardo Estuardo que huyó de una batalla disfrazado de mujer, el actor de comedia de la Restauración Edward Kynaston y el espía señorita/caballero d'Eon.
En el siglo XIX y hasta mediados del XX, el cross-dressing se convirtió en un elemento importante en diversos espectáculos de variedades del show business. Un elenco de determinado género se presentaba como un grupo de personajes del género contrario que se concentraba en espectáculos de burlesque, minstrel, vodevil y revista.
Tanto en tiempos de la guerra de Secesión, como en la Primera Guerra Mundial (Dorothy Lawrence) se registraron algunas mujeres que combatieron disfrazadas de hombres.
Algunos casos de travestismo del siglo XIX y el siglo XX incluyen a: George Sand, Nellie Farren, Marlene Dietrich y Billy Tipton.

## Cross-dressing
El cross-dressing o travestismo es la práctica en la que se utiliza la vestimenta socialmente asignada al género opuesto. El cross-dressing tiene diversos motivos, pero no tiene un motivo específico. El cross-dressing es estereotípicamente y erróneamente asociado como una conducta transexual u homosexual, y es posible que se presente en cualquier orientación sexual y no necesariamente en referencia a un género u orientación específica. El cross-dressing se manifiesta con mayor frecuencia entre hombres heterosexuales esto incluso en las mujeres heterosexuales pasa a disfrazarse y el cambio de roles de género puede considerarse universal tabú en la sociedad y en la cultura civil humana un tipo de perversión.
El cross-dressing ha tenido diversos propósitos a lo largo de la historia, y ha sido principalmente un método de rebelión en el que se transgredían los preceptos sociales tradicionales religiosos, militares y educativos. El cross-dressing fue determinante en el desarrollo de la igualdad de género, y se ha presentado en diferentes iconos históricos que lucharon por obtener las ventajas sociales que le eran proporcionadas al género opuesto. El cross-dressing sirve como elemento artístico y en algunos casos como identidad sexual.

## Características
Los travestis son personas que adoptan características físicas y psicológicas propias del sexo opuesto, es decir, en ocasiones adoptan las vestimentas y actitudes convencionalmente designadas y utilizadas por el sexo opuesto. Cabe mencionar que en la gran mayoría de los casos, estos no han sido sometidos a operaciones quirúrgicas para cambio de sexo biológico. La persona no se siente satisfecha desempeñando exclusivamente el género asignado a su sexo, y le gusta representar ambos géneros, por ello es equivocado equiparar el trasvestismo a transgénero, donde el cambio de vestimenta y actitud de género es permanente.
Los travestidos, a pesar de sentirse bien con el sexo con el que nacieron y no tener especial problema con su género, sienten una peculiar satisfacción al escenificar al sexo opuesto. Se considera que los travestidos son personas que padecen cierto grado de disforia de género, lo que hace que acaparar el género opuesto les resulte atractivo.[cita requerida]
Es importante matizar que, comúnmente, estas personas aceptan su sexo y su identidad sexual biológica y no tienen conflictos con su cuerpo y sus genitales. Asimismo no presentan signos de homosexualidad en su mayoría, pudiendo desarrollar familias y empleos estables. A diferencia del transexual, no se sienten presos en un cuerpo equivocado. Los travestis visten con ropas impropias de su sexo, con el objetivo de transgredir normas sociales, y por añadir matices y ampliar su género e identidad sexual; encontrando placer en la representación del sexo contrario que para gran parte de la sociedad resulta ofensivo. En definitiva, les gusta ser flexibles para adoptar indistintamente los géneros masculino y femenino. El travestismo siempre supone, para quien lo realiza, un acto de transgresión y sátira de los roles de género establecidos socialmente de forma histórica.
Algunos autores consideran que toda mujer que se viste de varón es transexual, no travesti, porque lo que caracteriza al travesti varón es la excitación sexual que le provoca el hecho de vestirse de mujer y la mirada del otro ante la revelación de lo que oculta bajo sus ropas mientras que en el caso de las mujeres que se visten de varón esto no ocurre. Según esta visión, la mujer no solo no se excita sino que se avergüenza si se descubre su identidad femenina. Tal situación no es cierta, toda vez que la misma emoción por la transgresión social realizada y la revelación de su sexo real.

## Travestismo, transexualidad ocross-dressing

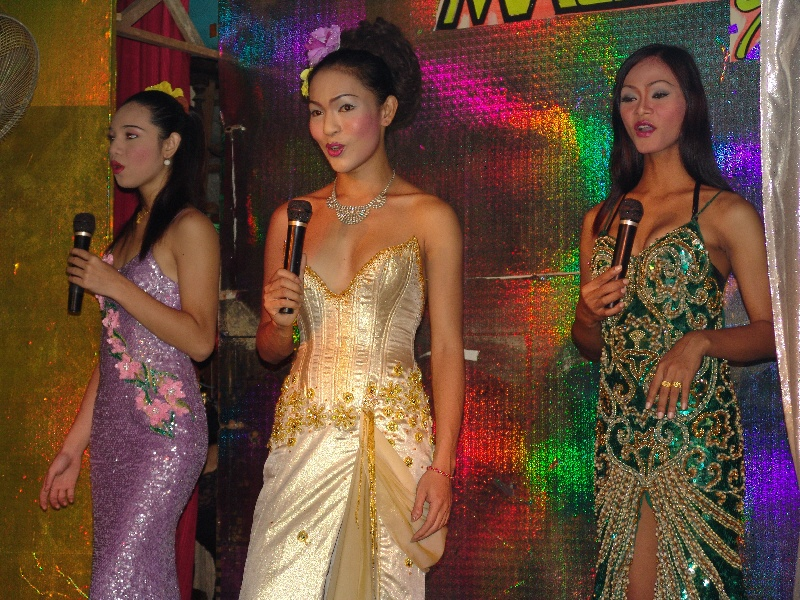
Transexuales tailandesas

La principal diferencia entre el travestismo y la transexualidad es que en el primero se expresa o se tiene la intención de expresar una discordancia existente entre el sexo de cada persona y los roles socialmente asignados a cada personas según su sexo, 
mediante una representación de vestimenta, a veces, exagerada, del rol del sexo contrario, mientras que en la transexualidad existe una discordancia entre la identidad de género y el sexo asignado al nacer (transgrediendo así el sistema cisgénero, pasando a ser una persona transgénero). En palabras sencillas, travestismo es la acción de expresarse mediante la vestimenta de una manera distinta a la que típicamente se asocia con un género diferente, convirtiendo así al travestismo en una conducta transgénero.
Algunas personas llegan a modificar físicamente sus cuerpos mediante hormonas, depilación del vello corporal e incluso cirugía para feminizar o masculinizar sus cuerpos. El objetivo de estos cambios es lograr un aspecto más femenino (si es hombre) o masculino (si es mujer), sin llegar a la operación de cambio de sexo. Quieren tener una apariencia física acorde con la identidad de género que desean, como es el caso de los Kathoey tailandeses. 
En algunos sectores de la comunidad trans ha empezado a utilizarse recientemente el término crossdresser (acotado: CD) para designar a aquel que, independientemente de su orientación sexual, cambia de ropas y aspecto adoptando los del otro género, pero sin identificarse con este excepto durante el tiempo que dure la experiencia travestista. Por contraposición, un travesti es la persona que se siente identificada con el género al que cambia en todo momento, incluso si está vestido con su ropa habitual, en tanto que un transexual es la persona que no se siente identificada con el sexo que se le asignó al nacer. La diferencia entre estos términos proviene, por tanto, del grado de identificación que el sujeto tiene con el sexo al que se cambia.

## Travestismo y orientación sexual
El travestismo como un fetiche o parafilia sexual, que suele presentarse en personas heterosexuales, es conocido como fetichismo travestista y descrito en el DSM-5.
El "travestismo no fetichista" (F64.1) aparece como una alteración de la identidad de género en la CIE-10. Sin embargo, el DSM-5 ha descatalogado el travestismo como trastorno sexual o identitario. Este "travestismo no fetichista" no se relaciona con el placer sexual sino que es una incursión temporal en la indumentaria o los accesorios del sexo opuesto con el fin de satisfacer una necesidad psicológica.
El travestismo fetichista, en el cual el sujeto incorpora elementos del sexo opuesto como objetos imprescindibles para la consecución del placer, difiere totalmente del travestismo no fetichista y hace relación a una parafilia. Esto se debe a que este fetichismo estructura un patrón sexual y tiene un grado de significación altísimo en la vida sexual del sujeto. En el DSM IV aparece en la lista de los trastornos sexuales y de la identidad sexual dentro de la sección relativa a las parafilias como fetichismo travestista (302.3) y el diagnóstico no puede hacerse en los casos en los que el travestismo aparece en el transcurso de un trastorno de la identidad sexual.
El grado con el que el individuo se trasviste depende del hábito corporal y su habilidad. Puede hacerlo tanto de manera ocasional y en solitario como involucrarse completamente en la subcultura travestista.
Algunos llevan una única prenda del sexo opuesto bajo un atuendo reglamentario mientras que otros prefieren vestirse o maquillarse de acuerdo a las pautas culturales propiciadas por el sexo opuesto.
En el caso descrito por el DSM IV, que solo se da en varones heterosexuales con un aspecto completamente masculino, el individuo guarda una colección de ropa femenina que utiliza para travestirse y así masturbarse, con lo que se siente al mismo tiempo el sujeto masculino y el objeto femenino de su fantasía sexual. Esa prenda puede ser un objeto erótico en sí mismo y utilizarse luego de la masturbación para tener relaciones sexuales heterosexuales.
En general, aunque empieza en la infancia o en la adolescencia, el vestirse de mujer no se hace en público sino hasta que el individuo es adulto.
En ocasiones puede tener relaciones homosexuales, pero no necesariamente.
El sexólogo alemán Magnus Hirschfeld señaló, en su obra clásica Die Transvestiten (1910) algo que posteriores estudios han confirmado: que el travestido es casi siempre de orientación heterosexual, aunque algunos travestidos pueden ser bisexuales y más raramente homosexuales. El travesti busca expresar el lado femenino de su personalidad. Considera que su rol social masculino se lo impide y necesita recurrir a la ropa femenina para ello. De la feminidad suele destacar los rasgos de suavidad, elegancia y belleza.
En las mujeres el significado del travestismo es también una cuestión política y no una fantasía masturbatoria. El uso de vestimenta masculina ha sido considerado una grave violación de los mandamientos divinos por parte de las mujeres mucho antes de ser condenado por la ley civil y jurídica:

Una mujer no se vestirá de varón y un varón no se pondrá ropa de mujer, y el que lo hace es una abominación a los ojos de Yahvé. (Deuteronomio 5 (22-5)

Ya a partir de la Edad Media la práctica del travestismo en las mujeres fue considerada por la Iglesia una subversión de la política de la distinción de los sexos y acarreaba el peligro de una destrucción de la moral ya que cualquier transformación de la apariencia humana significa desfigurar la obra divina.
Desde Juana de Arco hasta George Sand el travestismo femenino ha tenido históricamente más de reivindicación política que de fantasía sexual. Vestirse de varón, para una mujer, significaba una gran rebeldía.

## Travestismo en América Latina

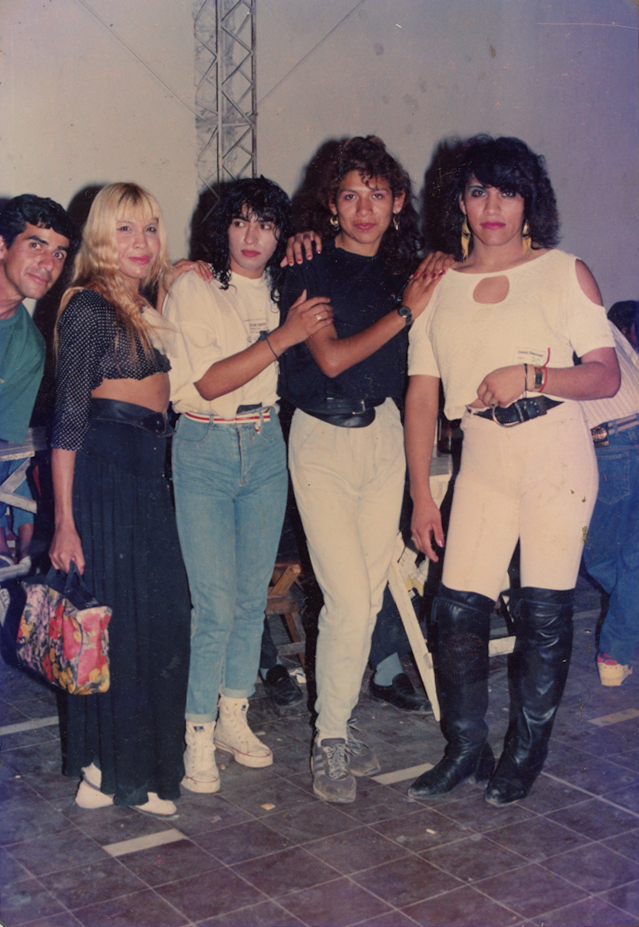
Travestis en Salta, Argentina.

El término "travesti" se utiliza en América Latina para designar a personas a las que se les asignó el sexo masculino al nacer y que posteriormente desarrollan una identidad de género femenina. En Latinoamérica se utilizan varios términos para definir a las personas transgénero. En España, este término se utilizó de manera similar en el siglo XX durante el régimen de Francisco Franco, pero fue reemplazado por el término "transgénero" a finales de los 80 y principios de los 90.  La llegada de estos conceptos se produjo más tarde en América Latina que en Europa occidental, por lo que el término "travesti" ha perdurado más tiempo en Latinoamérica. 
*"En América Latina, el término 'travesti' tiene un significado cultural e histórico particular, refiriéndose a personas asignadas como hombres al nacer que posteriormente desarrollan una identidad de género femenina. A diferencia de Europa Occidental, donde términos como 'transgénero' han reemplazado en gran medida la terminología anterior, en América Latina el uso de 'travesti' sigue siendo común, reflejando la evolución social y lingüística de la región.
Más allá de la terminología, las experiencias de las travestis en América Latina son diversas y están influenciadas por la aceptación social, el reconocimiento legal y los procesos individuales de autodescubrimiento. Muchas enfrentan desafíos, pero también encuentran espacios de empoderamiento y visibilidad.
Diversas plataformas y medios digitales han documentado historias sobre travestismo y transidentidad en América Latina, reflejando tanto los retos como los logros de quienes atraviesan este proceso de transformación."*

## En el cine
- Mi vida en rosa
- Mulán